# Слейтер, Джереми
Дже́реми Сле́йтер (англ. Jeremy Slater; род. США) — американский сценарист и шоураннер. Автор сценария к фильмам «Эффект Лазаря» (2015), «Фантастическая четвёрка» (2015) и «Тетрадь смерти» (2017). Создатель сериалов «Изгоняющий дьявола» (2016—2017), «Академия Амбрелла» (2019—2024) и «Лунный рыцарь» (2022).

## Карьера
Свою работу сценариста начал в начале 2000-х, написав сюжеты к невышедшим картинам, среди которых были приключенческая комедия «Мой шпион» от режиссёра Джейка Кэздана, фильм ужасов «Запись-4»  и супергеройское кино «Человек завтрашнего дня», попавшее в ежегодный опрос «Чёрный список» 2002 года — список самых популярных сценариев, не увидевших свет.
В июле 2012 года Слейтер был нанят в качестве сценариста для приключенческого фильма «Фантастическая четвёрка». После выхода картины в августе 2015 года, Джереми признался, что многое из его сценария не вошло в финальную версию фильма. Оригинальная версия сценария предусматривала более яркие и насыщенные моменты, присущие фильмам Кинематографической вселенной Marvel. Также в ней должны были появиться такие персонажи как Галактус, Человек-крот, а главный антагонист, Доктор Дум, изначально должен был быть диктатором Латверии и вестником Галактуса.
Автор сценария киноадаптации популярной серии манги «Тетрадь смерти» Такэси Обаты. Фильм режиссёра Адама Вингарда вышел 25 августа 2017 года на платформе Netflix. Финальная версия сюжета отклонялась от первоначальной и опускала некоторые важные элементы своего первоначального варианта.
Создатель, исполнительный продюсер и сценарист пилотного эпизода телесериала «Изгоняющий дьявола», являвшегося прямым сиквелом оригинального фильма 1973 года.
15 февраля 2019 на Netflix вышел веб-сериал «Академия Амбрелла», созданный в сотрудничестве со Стивом Блэкманном. В нём Слейтер также выступил сценаристом первого эпизода.
В ноябре 2019 года назначен ведущим сценаристом сериала «Лунный рыцарь» для платформы Disney+.
24 декабря 2020 года стало известно, что Слейтер занимается сценарием к фильму «Койот против „Акме“» от студии Warner Bros. вместе с Джеймсом Ганном, братьями Сильберман и Сэми Бёрч. Слейтеру принадлежит пилотный вариант сюжета, написанный на основе идеи Ганна.

## Фильмография
- «Эффект Лазаря» (2015) — сценарист
- «Фантастическая четвёрка» (2015) — сценарист
- «Изгоняющий дьявола» (2016—2017) — автор идеи, сценарист
- «Питомец» (2016) — сценарист
- «Тетрадь смерти» (2017) — сценарист
- «Академия Амбрелла» (2019—2024) — автор идеи, сценарист первого эпизода
- «Лунный рыцарь» (2022) — автор идеи, сценарист
- «Койот против „Акме“» (2023) — сценарист
- «Мортал Комбат 2» (2025) — сценарист